# Yuichiro Nagai
Yuichiro Nagai (Tokio, 4. veljače 1979.) bivši je japanski nogometaš.

## Klupska karijera
Igrao je za Urawa Reds, Karlsruhe i Shimizu S-Pulse.

## Reprezentativna karijera
Za japansku reprezentaciju igrao je 2003. godine. Odigrao je 4 utakmice postigavši 1 pogodak.
S japanskom reprezentacijom Yuichiro Nagai je igrao na Kupa konfederacija 2003.

## Statistika
| Japan  | Japan | Japan |
| Godina | Nast. | Gol.  |
| ------ | ----- | ----- |
| 2003.  | 4     | 1     |
| Ukupno | 4     | 1     |

## Vanjske poveznice
- National Football Teams
- Japan National Football Team Database